# IC 5177
IC 5177 је спирална галаксија у сазвјежђу Пегаз која се налази на листи објеката дубоког неба у Индекс каталогу.
Деклинација објекта је + 11° 47' 43" а ректасцензија 22h 11m 34,3s. Привидна величина (магнитуда) објекта IC 5177 износи 14,0 а фотографска магнитуда 14,8. IC 5177 је још познат и под ознакама UGC 11939, MCG 2-56-15, CGCG 428-42, VV 409, PGC 68244.